# Sonderforschungsbereich 1120 „Bauteilpräzision durch Beherrschung von Schmelze und Erstarrung in Produktionsprozessen“
Der Sonderforschungsbereich 1120 (SFB 1120) ist ein an der RWTH Aachen angesiedelter Sonderforschungsbereich, bei dem sich verschiedene Institute zusammengefunden haben, um gemeinsam an der Thematik „Bauteilpräzision durch Beherrschung von Schmelze und Erstarrung in Produktionsprozessen“ zu arbeiten.
Bei der Herstellung hochpräziser Bauteile durch Fertigungsverfahren, bei denen der zu bearbeitende Werkstoff eine schmelzflüssige Phase durchläuft, werden Geometrie und Oberfläche des Bauteils durch die Bedingungen des Schmelzflusses und der Schmelzerstarrung bestimmt. Ziel der Zusammenarbeit im Sonderforschungsbereich ist es, für schmelzbehaftete Fertigungstechnologien Maßnahmen zur Erhöhung und Erzielung der Präzision abzuleiten. Präzision beschränkt sich dabei nicht nur auf kleine Bauteile, sondern umfasst zudem oft große Bauteile, bei denen eine hohe Fertigungspräzision mit einer verkürzten Prozesskette ohne Nacharbeit durch die hohen Bauteilkosten besondere wirtschaftliche Vorteile nach sich zieht. Neben konstruktiven sowie fertigungstechnischen Faktoren beeinflussen dabei vor allem thermische Effekte die Genauigkeit eines Bauteils. Diese thermischen Effekte resultieren aus Erstarrungsvorgängen, Wärmeübergang zwischen Schmelze und Werkzeug, Wärmeableitung im Bauteil sowie durch Kristallisationsprozesse und Gefügeänderungen.

## Der Sonderforschungsbereich

### Ziel
Das Ziel des Sonderforschungsbereiches ist es, für schmelzebasierte Fertigungstechnologien (Urformen, Fügen, Trennen, Generative Fertigung, Beschichten) eine Strategie zu entwickeln, mit der die Präzision um mindestens eine Größenordnung bezogen auf Geometriefehler, innere Bauteilfehler und Oberflächengenauigkeiten gesteigert werden kann.
Eine Hauptforderung der produzierenden Unternehmen ist höchste Präzision in der Fertigung in möglichst einfachen Prozessketten und wenigen Prozessschritten, um zu wettbewerbsfähigen Kosten eine stabile und nachhaltige Produktion in Hochlohnländern wie Deutschland erhalten und ausbauen zu können.
Zentrale Fragen die die Umsetzung dieses Vorhabens betreffen, beziehen sich auf die physikalischen Effekte und Prozesse die die Schmelz- und Erstarrungsprozesse beeinflussen, wie deren Interaktion bezogen auf die erzielbare Präzision ist und sich diese Prozesse selektiv und prädiktiv zur Erhöhung der Bauteilpräzision beeinflussen lassen. Das zentrale Ergebnis des Sonderforschungsbereiches ist die multiskalige Beherrschung der Schmelze und eine prädiktive Prozessführung bei schmelzebasierten Fertigungsprozessen, ausgehend von der Schmelzeentstehung über den Schmelzefluss bis zur Erstarrung als Voraussetzung für die Erhöhung der Präzision und die Vermeidung von Prozessfehlern in und an schmelztechnisch hergestellten Bauteilen.

### Organigramm

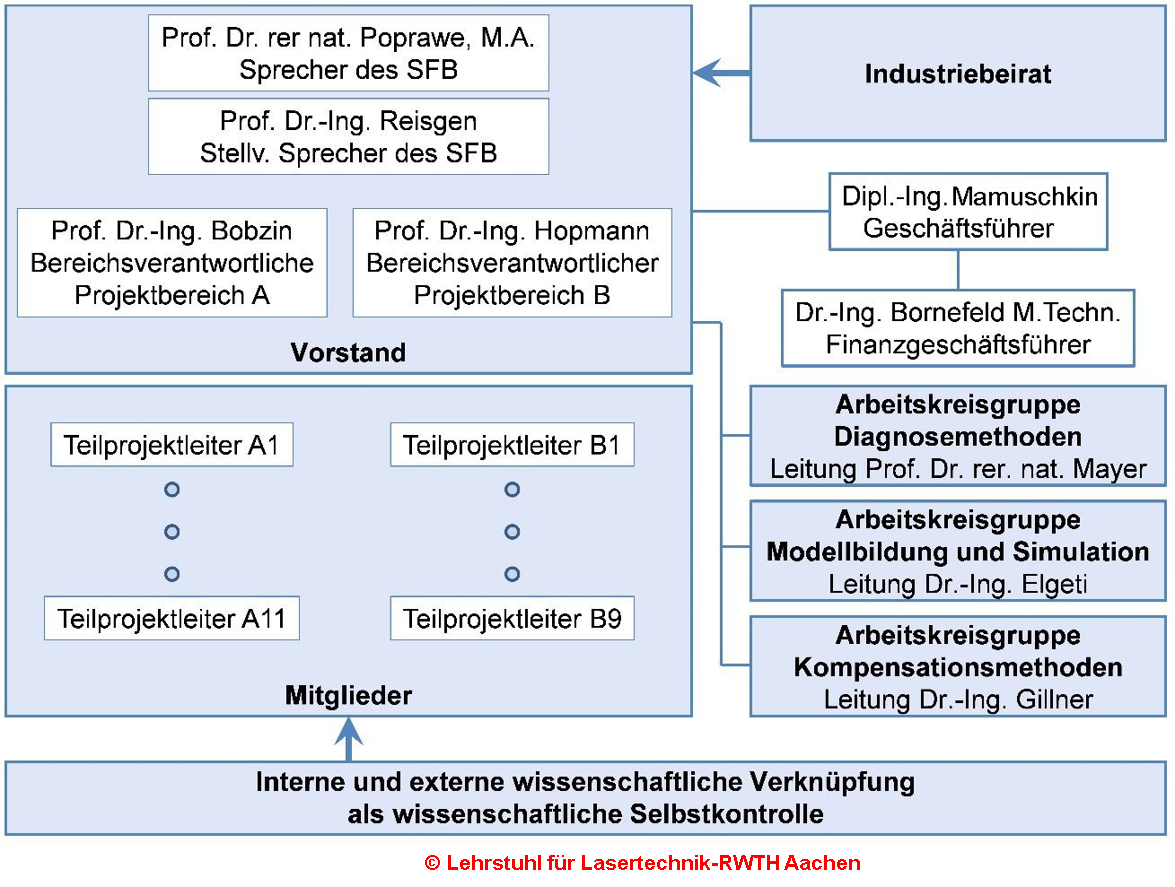
Organigramm des Sonderforschungsbereichs 1120

Dem Vorstand ist eine Geschäftsführung bestehend aus Geschäftsführung als auch Finanzgeschäftsführung zugeordnet, die sowohl die finanziellen Belange des SFB regeln, als auch für organisatorische Fragen, wie Workshops, Summerschools, Kooperationen mit anderen Forschungsgruppen, Veröffentlichungen und Veranstaltungen und ähnliches zuständig sind.
Für die wissenschaftliche Ausrichtung ist dem Sonderforschungsbereich ein externer Beirat zugeordnet, der im Wesentlichen aus Industrievertretern besteht, aber auch Vertreter aus anderen Forschungsinstitutionen aufweisen kann.

### Institute
Die folgenden zehn Einrichtungen der RWTH Aachen sind am Sonderforschungsbereich beteiligt:
- Institut für Oberflächentechnik IOT
- Institut für Schweißtechnik und Fügetechnik ISF
- Lehrstuhl für Computergestützte Analyse Technischer Systeme CATS
- Lehr- und Forschungsgebiet Nichtlineare Dynamik der Laser-Fertigungsverfahren NLD
- Lehrstuhl für Lasertechnik LLT
- Institut für Kunststoffverarbeitung IKV
- Lehrstuhl für das gesamte Gießereiwesen und Gießerei-Institut GI
- Lehrstuhl für Mikrostrukturanalytik und Gemeinschaftslabor für Elektronenmikroskopie GFE
- ACCESS e. V. An-Institut an der RWTH Aachen ACCESS
- Graduiertenschule am Aachen Institute for Advanced Study in Computational Engineering Science AICES
- Lehrstuhl für Digitale Additive Produktion DAP

### Industriebeirat
Für die wissenschaftliche Ausrichtung des Forschungsprogramms wird dem Sonderforschungsbereich ein externer Industriebeirat als strategisches Beratungsgremium zugeordnet. Der Industriebeirat besteht im Wesentlichen aus ausgewiesenen Persönlichkeiten aus der industriellen Forschung und Entwicklung, kann aber auch international renommierte Vertreter aus anderen Forschungsinstitutionen aufweisen (Industrievertretern). Er wird für eine Förderperiode von vier Jahren durch den Vorstand berufen und hat derzeit 23 Mitglieder.
Der Industriebeirat beobachtet und begleitet die Umsetzung der zentralen Forschungsfragen sowie die allgemeine Entwicklung des SFBs hinsichtlich der wissenschaftlichen und insbesondere der anwendungsorientierten Forschung und berät den Vorstand in allen Fragen, welche die konzeptionelle Weiterentwicklung betreffen. Sowohl Hilfen in der Zieldefinition in den einzelnen Teilprojekten als auch eine wissenschaftlich-technische Bewertung der Forschungsergebnisse werden durchgeführt. Neben der Reflexion der Inhalte des SFB unterstützt der Industriebeirat insbesondere den frühen Erkenntnistransfer in die Wirtschaft. Der Transfer wird dabei inhaltlich stark durch die dem Industriebeirat übermittelten Berichte bestimmt, wobei die aktuellen Erkenntnisse gemeinsam mit dem Vorstand in regelmäßigen Sitzungen zur Diskussion gestellt werden.

## Projekt
Zur Umsetzung des skalen- und prozessübergreifenden Ansatzes zur Analyse, Beschreibung und Beherrschung der ablaufenden und sich gegenseitig beeinflussenden Teilvorgänge bei schmelzebasierten Fertigungsprozessen sowie zur Erforschung geeigneter Maßnahmen zur Vermeidung von Prozessfehlern wird die Arbeit des SFB in zwei Projektbereiche und drei thematische Säulen untergliedert. Die thematischen Säulen stellen dabei den Kern des Sonderforschungsbereiches dar, der den grundsätzlichen Ansatz Analysieren, Verstehen, Beherrschen widerspiegelt.
Die beiden Projektbereiche tragen mit ihren unterschiedlichen Größenskalen, Verfahren und Werkstoffen zu einem gesamtumfassenden Bild des Verständnisses und der Kontrolle schmelzebasierter Fertigungsprozesse bei.

### Projektbereich A
Mikroskalige Schmelzdimension
Im Projektbereich A widmen sich die geplanten Projekte mikroskaligen Schmelzdimensionen, bei denen lediglich ein kleiner Teilbereich des Bauteils in eine schmelzflüssige Phase übergeht. Entsprechend liegen die Schwerpunkte dieses Projektbereiches in der schnellen Zuführung der Energie sowie in den Einflüssen schneller Erstarrung durch die Wärmeabfuhr in das Massivbauteil sowie starker Gradienten in Temperatur und Oberflächenspannung. Beides führt zu hohen antreibenden Kräften in der schmelzflüssigen Phase sowie zu inneren Spannungen nach der Erstarrung.

### Projektbereich B
Makroskalige Schmelzdimension
Der Projektbereich B befasst sich mit dem Schwerpunkt makroskaliger Schmelzevolumina, bei denen das gesamte Bauteilvolumen schmelzflüssig ist und das Massivbauteil innerhalb einer Form erst nach Erstarrung entsteht. Hier werden die Verfahren Druckguss, Kokillenguss und Spritzguss betrachtet, bei denen Fragen zur Präzision vor allem von der Ableitung der thermischen Energie durch die Form, den hierbei auftretenden Gradienten, partiellen Erstarrungsvorgängen sowie dem jeweiligen Design der Bauteile abhängen.

## Arbeitskreisgruppen
In der wissenschaftlichen Struktur des Sonderforschungsbereiches wird neben den beiden prozessspezifischen Projektbereichen eine Arbeitskreisstruktur angelegt, die sich den technologischen und methodischen Fragen der Analyse, der Prozessbeschreibung und der Kompensation bzw. Steuerung und Regelung von Prozessparametern und thermischen bzw. werkstofflichen Effekten widmet.
Es bestehen insgesamt drei Arbeitskreisgruppen (Diagnose, Modellbildung, Kompensation), von denen jede in vier Arbeitskreise aufgeteilt ist.

### Diagnose
Die Arbeitskreisgruppe „Diagnosemethoden“ befasst sich mit der Diagnostik und Analyse des Schmelzeflusses, des Wärmeflusses und der zeitlichen und örtlichen Ausbildung des Erstarrungsvorgangs. Die Diagnose der einzelnen Teilprozesse der schmelzebasierten Verfahren ist Voraussetzung für eine quantitative Modellierung der Prozesse in Abhängigkeit von den jeweiligen Einflussfaktoren und soll einen wichtigen Beitrag zum Verständnis und zur Bewertung der Prozesse und Prozessparameter liefern. Mit in-situ-Methoden, die nicht nur die Oberfläche eines Prozesses abbilden, sondern auch die innere Struktur in und an der Schmelze, sollen Aussagen zum Energietransfer, zur Erstarrungsdynamik, zur Durchmischung und zum Aufbau innerer Spannungen gewonnen werden.

### Modellbildung
Die Arbeitskreisgruppe „Modellbildung und Simulation“ befasst sich mit den unterschiedlichen Methoden zur Beschreibung und qualitativen wie quantitativen Modellierung der verschiedenen schmelzebasierten Prozesse. Über dynamische Anpassung der Modellierungsrandbedingungen und Simulationsdiskretisierungen sollen einerseits Rechenzeiten verkürzt und andererseits die Genauigkeit der Beschreibungsergebnisse erhöht werden.

### Kompensation
Die Arbeitskreisgruppe „Kompensationsmethoden“ befasst sich mit dem Steuern des Schmelzeflusses, der gezielten prozessabhängigen Modifikation des Wärmeflusses und damit der Manipulation des Erstarrungsvorgangs. Darüber hinaus werden in diesem Arbeitskreis Mechanismen zur Kompensation auftretender Fehler in Bezug auf Verzug, Lunker-Bildung, Ausbildung von Oberflächenfehlern und anderen qualitätsmindernden Effekten bei schmelzbasierten Fertigungsprozessen diskutiert. Entsprechend der Struktur des SFBs spiegelt diese AKG die Möglichkeiten zur Erfüllung der Zielsetzung bzgl. Verringerung der Fehlerrate und Verbesserung der Fertigungsgenauigkeit wider.

## Nachwuchsförderung
Ab Sommer 2017 haben Abiturientinnen und Abiturienten die Möglichkeit, sich im Rahmen des Bundesfreiwilligendienstes in einem individuell gestaltbaren Praktikum an den am SFB 1120 beteiligten Instituten zu orientieren und einen Einblick in die Welt der Werkstoff- und Produktionstechnik zu bekommen.
Den Abiturientinnen und Abiturienten soll mit diesem Angebot die Möglichkeit gegeben werden, erste praktische Erfahrungen zu sammeln und Kontakte zu Wissenschaftlerinnen und Wissenschaftlern knüpfen zu können. Insbesondere sehr jungen Schulabgängern ermöglicht der im Rahmen des SFB 1120 geleistete Bundesfreiwilligendienst, sich zu orientieren und die Richtung ihrer künftigen Entwicklung auszuloten. Die wissenschaftlich-technischen Tätigkeiten können in drei- bis sechsmonatigen Einheiten abgehalten werden und werden durch zuverlässiges wissenschaftliches Fachpersonal betreut. Das Spektrum möglicher Tätigkeiten erstreckt sich von der Planung und Durchführung von Versuchen, über die Wartung und Instandhaltung von Geräten und Anlagen, bis hin zur Dokumentation der erzielten Ergebnisse.
Einrichtungen, an denen im Rahmen des BFD die wissenschaftlich-technische Tätigkeit vorgenommen werden kann, sind folgende Institute des SFB 1120 und der RWTH Aachen:
- CATS (Lehrstuhl für computergestützte Analyse technischer Systeme)
- IKV (Institut für Kunststoffverarbeitung)
- IOT (Institut für Oberflächentechnik)
- ISF (Institut für Schweißtechnik und Fügetechnik)
- LLT (Lehrstuhl für Lasertechnik)